# マーヴル・スーパーヒーローズ VS. ストリートファイター
『マーヴル・スーパーヒーローズ VS. ストリートファイター』（マーヴル・スーパーヒーローズ バーサス ストリートファイター、MARVEL SUPER HEROES VS. STREET FIGHTER）は1997年にカプコンがアーケードで稼動した対戦型格闘ゲーム。本項目においてはゲームのタイトル、および当時の記述にならいMARVELの表記をマーヴルに統一する。略称は『マヴスト』など。文面には『MSH.vs SF』と記すこともある。
後に家庭用ゲーム機に移植された（#移植版）。

## システム
前作『X-MEN VS. STREET FIGHTER』同様の2対2のチーム戦。戦闘は基本は1対1で、好きなタイミングで交代可能のタッグマッチ形式で行われる。スーパージャンプやエリアルレイヴなど、基本のアクションについても概ね前作同様である。
通常、4本の体力ゲージと2本のハイパーコンボゲージが画面には表示され、体力ゲージは各キャラクターごとに1本ずつ、ハイパーコンボゲージはチームごとに2人で1本を共有しており、3レベルまで溜められるシステムになっている。
今作からチームの1人を倒すと、その場でキャラクターが消えるため、ゲーム展開がよりスピーディーになった。次作以降もこの演出が引き継がれ、スタンダードになっている。
気絶ゲージ
本作では『ストリートファイターIII』シリーズにあった「気絶（スタン）ゲージ」が採用されている。画面中央のタイマー表示を囲っている枠がそれである。一定のダメージを受け続けると、徐々に下から枠が点滅して埋まっていき、これがいっぱいになると気絶状態になる。なお、この「スタンゲージ」の存在は特にピックアップされておらず、雑誌や攻略本はおろか、取扱説明書にも記載されていない（一部のゲーム雑誌に小さく紹介された程度である）。
『X-MEN CHILDREN OF THE ATOM』や『マーヴル・スーパーヒーローズ』にもこれに近いシステムが採用されている。本作でいうゲージではなく、体力ゲージ横の使用キャラクターの顔パネルが通常では「青」だが、一定のダメージを受け続けると「黄」（表情が少し変化する）に変わり、さらに「赤」（表情がさらに変化）に変わる。この状態でさらにダメージを受けると、気絶状態になる。
体力面のシステム
前作と同様で、以下のようなルールからなる。
- 体力ゲージは現在の体力量を表す黄色のゲージと、体力の回復上限を表す赤のゲージからなる（これは同じ形かつ大きさのものがぴったりと重なって表示されているため、奥側の赤ゲージは開始時点では見えない）。
- 攻撃を受けて体力が減る際は両方のゲージが短くなっていくが、常に赤ゲージの方が減り方が緩やかである。また、必殺技を防御した際のいわゆる「削りダメージ」が発生するのは黄ゲージのみで、赤ゲージが減ることはない。
- 赤ゲージの残量にかかわらず、黄ゲージが尽きてしまえばキャラクターはKOされてしまう（1人をKOされれば交代を含む後述の「ヴァリアブル〜」と名のつく行動は全てできなくなり、そのまま2人目をKOされればそれで敗北となる）。
- 戦闘を離脱して休息中のキャラクターの黄ゲージは、時間の経過によって赤ゲージと同じ長さまでを上限に徐々に回復していく（赤ゲージは休息では変動しない）。
- 休息中のキャラクターが再度交代して戦闘に復帰する際、赤ゲージはその時点での黄ゲージの残量に合わせ、切り捨てられる（つまり、キープされていた回復幅がゼロになってしまう）。

エリアルレイヴ
相手を空中に浮かせている間に連続技（チェーンコンボ）を叩き込む。アーケードに登場した『マーヴル・スーパーヒーローズ』から採用され、以降カプコンの『VS.シリーズ』の象徴とされているシステム。
パートナーを呼び出す行動
本作では以下の4種類である。そのうち3種類が交代を含んでいる。
ヴァリアブルアタック
通常の交代。休息中のパートナーが飛び蹴りなどの体勢で、画面に飛び込んでくる。食らうと、無条件で追い撃ち可能な吹き飛び状態となる。前作にあったものと同じ。
ヴァリアブルカウンター
敵の攻撃をガードしている最中、ハイパーコンボゲージを1レベル分だけ消費してパートナーを呼び、援護攻撃をしてもらった後に交代する。技にもよるが、基本的に画面の端まで吹き飛ばされる状態となる。前作にあったものと同じ。
ヴァリアブルコンビネーション
ハイパーコンボゲージを2レベル分消費してパートナーを呼び、2人同時のハイパーコンボで敵を攻撃した後に交代する。前作にあったものと同じだが、本作から専用のカットイン演出が挿入され、発動時にはキャラクターが声を発する（一部のキャラクターには専用ボイスもある）。
これでフィニッシュすると、ハイパーコンボの技名が組み合わされるようになっている。例として、リュウとサイクロップスで組んでリュウから発動した場合は「真空・オプティックブラスト（真空波動拳+メガ・オプティックブラスト）」となる。逆の場合は「メガ・オプティック-波動拳」となる。また、リュウとケンのみ「ダブル・真空波動拳」と表示される。なお、表記は全てアルファベットである。
ヴァリアブルアシスト
今作で新しく加わった行動。パートナーを呼び出し、援護攻撃をしてもらう。攻撃後、交代はせずにパートナーはそのまま下がっていく。
ヴァリアブルアシストで呼び出されたキャラクターは無敵ではないので、敵の攻撃を受けてしまうことがあり、2人同時にKOされる場合も起こり得る。
本作では対戦前にキャラクターの先発・後発を交換できるシステムが裏技として設けられている。やり方は対戦開始直前のデモでキックボタンを2つ以上押すというもの。
今作ではハイパーコンボでフィニッシュを決めた場合、カナダ人の男性ナレーションボイスで技の名前がコールされる。ただし全てのハイパーコンボに対してボイスがあるわけではなく、隠しキャラクターやメカ豪鬼のハイパーコンボ、ダンの「漢道」などは一括で「Hyper Combo Finish!!」というナレーションになっている。次作『MARVEL VS. CAPCOM』では、全ハイパーコンボが女性ナレーションボイスによる「Hyper Combo Finish!!」に統一された。
今作のみの演出として、対戦前のVS画面や、勝利メッセージ画面で使用（先頭側）キャラクターのボイスが一言流れる。
前作には無かった隠しキャラクターが乱入してくるシステムが設けられた。メカザンギエフ、日焼けしたさくら、シャドウが該当（パートナーとなるキャラクターはメカザンギエフとシャドウがベガ、日焼けしたさくらが豪鬼）。乱入条件は5ステージまでのハイパーコンボ、ヴァリアブルコンビネーションによるフィニッシュの回数などによって決まり、1ステージでもノーマルフィニッシュすると乱入してこない。

## 登場キャラクター
各キャラクターについては括弧内のリンク先である英語版ウィキペディアの独立記事も参照。日本版のゲーム中に表示されるアルファベット表記と英語表記が異なるキャラクターは、日本版 / 北米版の順に併記する。

### マーヴル・スーパーヒーローズ：通常キャラクター
キャプテン・アメリカ (Captain America)
本名スティーブ・ロジャース、第二次大戦の頃の「超人兵士計画」によって産み出されたスーパーソルジャー。北極で氷漬けになったことで数十年に渡り冷凍睡眠の状態にあったため、年をとっていない。超強度の合金で出来た盾を装備しており、戦闘においては攻防にそれを駆使する。いわゆる「波動昇龍タイプ」だが、飛び道具である盾は投げるたびに拾わねばならないという点が特徴的である。通常ヴァリアブルコンビネーションで出すハイパーコンボは各キャラクター1種類だが、キャプテン・アメリカは自分がハイパーコンボを始動する側だった場合と呼び出される側だった場合とで出す技が異なる。新たに追加されたハイパーコンボは『MARVEL SUPER HEROES』でパワージェムを使用した時に使えた必殺技の強化版「スターズ&ストライプス」「チャージングスター」そのままである。
ウルヴァリン (Wolverine)
『X-MEN CHILDREN OF THE ATOM』からの皆勤賞キャラクター。超回復能力「ヒーリングファクター」と破壊不可能と言われる金属「アダマンチウム」で覆われた骨格を持ち、同じくアダマンチウムで覆われた鋭利な爪を武器に戦う。原作での細かな設定などについてはX-メンの項目を参照（他のX-MENキャラクターも同様）。前作に引き続き豪鬼との因縁がエンディングで描かれる。新たに「フェイタルクロー」、『X-MEN CHILDREN OF THE ATOM』でXパワーとして使用していた「バーサーカーチャージ」がハイパーコンボとして追加された。
オメガレッド (Omega Red)
『X-MEN CHILDREN OF THE ATOM』から再登場。手首から伸びる特殊合金製の鞭「カーボナディウムコイル」で戦う。体力を吸収する必殺技「デスファクター」とゲージを吸収する必殺技「エナジードレイン」を持つ。この作品で「カーボナディウムスマッシュ」（説明書では「オメガスマッシャー」、キャラクターボイスでは「カーボナディウムスマッシャー」）というハイパーコンボが追加された。これは空中で相手に突進して連続攻撃を仕掛けるもので、出かかりに無敵時間が無く発生も遅いが、突進中は全身無敵になる。
サイクロップス (Cyclops)
X-MENの初代リーダー。前作から続投する数少ないX-MENメンバー。両眼から迸る強烈なビームが武器である。「ラビットパンチ」と「ランニングネックブリーカー」のコマンドがタメコマンドに変更された。
シュマゴラス (Shuma-Gorath)
前々作『MARVEL SUPER HEROES』から再登場。語尾に「シュ」をつけた喋り方をする。前々作では1Pカラーが紫色で2Pカラーが緑色だったが、本作では配色が逆になった。「ミスティックステア」がヒットすると相手に張り付き、時間が経つとガード不能の爆発が起きるようになっている他、分身を作り出すハイパーコンボ「カオススプリット」が追加されている。『MARVEL SUPER HEROES』から使用していた「カオスディメンション」はLV3専用ハイパーコンボとなっている。
スパイダーマン (Spider-Man)
本名ピーター・パーカー、蜘蛛の能力を身につけた超人。対戦中のキャラクターにスパイダーマンが含まれていない場合に限り、テレビ局ステージの背景にピーター・パーカーらしき人物が現れる。
ハルク (Hulk)
本名ロバート・ブルース・バナー、緑色の怪力巨人。マーヴル世界において怪力の代名詞のようなキャラクターで、力の強さを表す際に「ハルクと互角のパワー」などとよく比較対象にされる。常時軽いスーパーアーマー状態にある。その代わりに通常技のモーションが遅く、チェーンコンボがつながりづらい。必殺技のガンマスラムの強化版「ガンマウェイブ」がハイパーコンボとして追加されている他、ガンマクラッシュで持つ岩石が赤く燃えており、相手を燃やせるようになっている。
ブラックハート (Blackheart)
魔界の王メフィストの息子だが、その父を憎んでいる。通常技やハイパーコンボでは配下の亡者や魔物を多数召喚して戦う。『MARVEL SUPER HEROES』であった「インフェルノ」のボタン追加入力によるヒット効果指定はなくなったが、このゲームよりハイパーコンボ「ジャッジメントデイ」が追加された。なお、『MARVEL SUPER HEROES』での一人称は「俺」となっていたが、本作では「私」となっている。

### マーヴル・スーパーヒーローズ：シークレットキャラクター
特定のコマンドによって使用可能。この3人は固有エンディングを持っていない。ブラックハートとメフィスト、キャプテン・アメリカとU.S.エージェントで擬似的な同キャラクターチームを作ることが可能だが、スパイダーマンとアーマースパイダーマンは出現コマンドの関係上チームを組むことができない（SS版はアーケードモードを1度クリアすれば同キャラクターでタッグを組めるようになるため可能）。
U.S.エージェント (U.S. Agent)
スティーブが行方不明になった後、代理のキャプテン・アメリカだった人物。スティーブの復帰後はキャプテン・アメリカの名を返上して、本人はU.S.エージェントを名乗っている。原作コミックでは彼のコスチュームと盾はキャプテン・アメリカのそれとはデザインが異なるが、本作でのグラフィックはキャプテン・アメリカのコスチュームを若干黒くしたものであり、使用する技も同じである。勝利メッセージではキャプテン・アメリカとは違い、かなり荒い口調で話す。相手を罵倒し、「俺を偽者呼ばわりするな」という台詞がある。
アーマースパイダーマン (Armored Spider-Man)
普段と違うコスチュームで重装甲のスパイダーマン。ゲーム上のグラフィックはスパイダーマンの色を白黒にしたもの。技の性能はノーマルのスパイダーマンと同じだが、防御力が上昇しており、弱威力なら敵の攻撃を受けても仰け反らなくなっている。その代わりに移動速度が若干低下している。
メフィスト (Mephisto)
ブラックハートの父親。原作コミックとは姿が異なり、本作ではブラックハートと同じ姿をしている（ただしコミック版の設定ではメフィストは色々な姿に変身できる）。技の種類や性能も同じだが、一部の通常技に相手を炎焼させる演出が加えられており、ごくわずかに攻撃力、防御力も上昇している。

### ストリートファイター：通常キャラクター
リュウ (Ryu)
本作より先に稼動していた『ストリートファイターIII』（1997年2月）でのスーパーアーツ「真・昇龍拳」がハイパーコンボとして追加されているが、隠し技になっていてインストカードには記載されていない。この技は本作と続編の『MARVEL VS. CAPCOM』ではLv.1（1ゲージ消費）で発動が可能（他の作品ではLv.3（3ゲージ消費）専用技）で拳に電撃を纏っている。『ストIII』版と異なりコマンド入力からの発生が遅く、クリーンヒット時の追い討ちができなくなっているが、本作のみ上昇中の攻撃がヒットした時は追撃が可能。エンディングの絵の画風も『ストIII』風になっている。
ケン (Ken)
前作から「波動拳」が大きくなった反面、一定距離飛ぶと消える。また、「竜巻旋風脚」が斜め上に上昇する（ボタンによって軌道が異なる）ようになった。通常ヴァリアブルコンビネーションで出すハイパーコンボは各キャラクター1種類でケンの場合「昇龍裂破」だが、リュウとチームを組んだ場合のみ普段は出せない「真空波動拳」に変わる。本作より先に稼動していた『ストリートファイターIII』でのスーパーアーツ「疾風迅雷脚」がハイパーコンボとして追加されており、足に炎を纏っている。ただしリュウ同様、隠し技になっていてインストカードには記載されていない。エンディングは本作の戦いが修行時代に居眠り中のケンが見ていた夢という内容になっている。
春麗 (Chun-Li)
必殺技の「天昇脚」がタメコマンドではなくなっている他、『ストリートファイターZERO』シリーズの気功掌グラフィックを流用した特殊技「零式気功掌」が追加されている。前作と違い、『ZERO』シリーズの衣装は選択できない。
ザンギエフ (Zangief)
ダッシュの性能が他のキャラクターと違い、相手と密着すると自動的に掴むようになっている。また、バックダッシュは無い。打撃系のハイパーコンボを持っていないため、前作のヴァリアブルコンビネーション時には必殺技の「ダブルラリアット」の強化版を出していたが、今作ではパートナーと2人がかりでの投げ技「ダブルファイナルアトミックバスター」を身につけている（ただし「ダブルファイナルアトミックバスター」を使用するのはザンギエフがヴァリアブルコンビネーションを始動させた場合のみ。呼び出される側だった場合は前作同様「ダブルラリアット」を使用）。
ダルシム (Dhalsim)
一定時間の間、空中を浮遊する技が追加された。また、ハイパーコンボの「ヨガインフェルノ」が、本作からは空中でも出せるようになっている。
勝利ポーズに『ストII』時代にあった、正面を向いて踊るモーションが本作以降復活している。
春日野さくら (Sakura Kasugano)
VS.シリーズには本作が初登場。本作では「波動拳」を撃つ方向が斜め上に固定されている。エンディングは『ストリートファイターII』のダルシムのエンディングのパロディで、一児の母になっている。また登場パターンと勝利パターンには親友の千歳ケイが登場するものがある。
ダン (Dan)
さくらと同じくシリーズ初登場。我道拳や震空我道拳がリュウとケンの波動拳とは逆に『ZERO』シリーズより小さくなっているが、新技「プレミアムサイン」「漢道（おとこみち）」が追加されている。交代時のポーズでは春麗の挑発のパロディを行っている。
エンディングではメカ豪鬼にとどめを刺そうとするが、それを制止するダンの妹が登場する。
ベガ (Vega / M. Bison)
前作では出が遅かった「サイコフィールド」の性能が上がったが、その反面ハイパーコンボの「サイコクラッシャー」の発生が遅くなった。またベガワープを使ったときに分身が発生するようになっている。
豪鬼 (Gouki / Akuma)
本作では隠しではなく、最初からデフォルトキャラクターとして登場。前作と違い「瞬獄殺」は威力が向上したが、従来のシリーズ同様にゲージ3レベル分が必要になり、技後の追い討ちができなくなっている。また、瞬獄殺でKOした時に出る背景の「天」の文字が出ない。「滅殺豪波動」「天魔豪斬空」の発生が早くなり、強攻撃キャンセルで連続技やエリアルレイヴに組み込めるようになった。一発の防御力がかなり低い。今作のエンディングは、アポカリプスに改造された（といっても体にパーツをくっつけただけ）のダンをあっさり返り討ちにしている。

### ストリートファイター：シークレットキャラクター
特定のコマンドによって使用可能。日本版のみキャラクター別エンディングが存在する。
日焼けしたさくら (Dark Sakura)
『ストリートファイターZERO2 ALPHA』に登場する「殺意の波動に目覚めたリュウ」のセルフパロディで、春日野さくらの色と性能をアレンジしたもの。地上での「波動拳」が前方に飛ぶ、「真空波動拳」がビーム状、使用可能になった「阿修羅閃空」は豪鬼とは異なり移動終了時の隙が無い。全体的な性能としては豪鬼のイメージに近く、ゲーム中では豪鬼とのタッグでCOMが乱入することがある。本人のエンディングでは友人の千歳ケイがさくらを追いかける内容になっている。
メカザンギエフ (Mech-Zangief)
鋼鉄の身体を目指すあまり、ベガの口車にのせられ改造されてしまったザンギエフ（本人のエンディングで明らかになる）。常にハイパーアーマー状態で敵の打撃に対して仰け反ることが無いが、移動速度が低下していたり、「ダブルラリアット」が空中で発動できなくなったりと通常のザンギエフより弱体化している。「バニシングフラット」が使えないかわりに必殺技の「ウォッカファイヤー」とハイパーコンボの「シベリアンブリザード」が追加。ハイパーアーマー状態は連続攻撃も技を食らいながら無理やり投げに持っていくなどの荒技も可能だが、コンボによるダメージ補正を受けないため、本来コンボ補正によりダメージが調整されているハイパーコンボなどを受けると、一気に体力値を8割以上減らされることがある。
シャドウ (Shadow)
ベガを追っていたナッシュが、シャドルーの手に落ち改造人間にされたという前作のエンディング内容を受けてのキャラクターで、外見はナッシュのシルエットのような姿。必殺技も前作のナッシュとほぼ同じだが技名が異なり、技を出す時に目を光らせる演出と必殺技やハイパーコンボがヒットすると相手を燃やす効果がある。また、専用のLv.3ハイパーコンボ「ファイナルミッション」も追加。改造によって体内に活動のための動力源としてバッテリーを内蔵しており、本人のエンディングではバッテリーが切れて身動きができなくなったところを再びシャドルーの手に落ち、さらなる改造を施されている。今作では通常のナッシュも庭園ステージや最終ステージの背景で姿を見せているが、シャドウを使用している場合は出現しない。

### ゲストキャラクター
憲磨呂 (Norimaro)
テレビ番組『とんねるずの生でダラダラいかせて!!』（日本テレビ）との連携企画から生まれた新規のキャラクター。ゲーム中では「ノリマロ」と表記される。丸坊主で学生服を着込んでおり、肩からたすきがけにしたカバンから飛び道具（文具類）を放つ。同番組の出演者の木梨憲武が番組内で演じる芸術家キャラクター「木梨憲太郎」として同番組中にデザインし、キャラクターの声も担当した。また、キャラクターの名前は同番組内の一般公募で決まった（応募の結果、当時13歳の少年が当選した。商品として本作のROM基板とCPシステムIIマザーボード基板をカプコンの新品筐体に入れてプレゼントされた）。雑誌などで「憲麻呂」「憲麿呂」などと誤表記されることも多い。「ストリートファイターシリーズの最新作」に登場させるキャラクターという企画だったため、当時の発売予定で最新作だった本作に登場となった。
多段ヒット突進技、飛び道具、対空がバランスよく揃っている極めてスタンダードな性能のキャラクター。隠し操作により、4段ジャンプができるバージョンも使用可能となる。挑発が相手にサインを求めるものなので、CPUのダンが相手のときに使うと直後に「プレミアムサイン」で返してくれる。
アーケード版では、プレイ料金設定が1プレイ2コイン以上の場合は使用不能になる（当時のゲームセンターにあったプレイ料金高騰化の風潮を懸念しての対策）。また、憲磨呂はマーヴル側から厳しいクレームを付けられたことにより日本国内版だけの登場に落ち着き、日本国外版では設定にかかわらず使用不能になっており（このことは木梨自身も理解しており、日本国外でもある程度名前は知られている）、キャラクターセレクト枠の憲磨呂のカーソル位置（最下段中央）は本ゲームタイトルロゴマーク（空白扱い）となっている。
当時『ファミ通』編集長だった浜村弘一が『とんねるずの生でダラダラいかせて!!』の企画で木梨にゲームキャラクターをデザインさせたいと岡本吉起に持ち掛け、岡本が二つ返事で引き受けたのがキャラクター誕生のきっかけとなっている。
カプコン・日本テレビ・アライバルの3社が合同で著作権を保有しており、使用するには3社全ての許可が必要となるため、『X-MEN CHILDREN OF THE ATOM』から『MARVEL VS. CAPCOM』に登場するデフォルトキャラクターでは唯一『MARVEL VS. CAPCOM 2 NEW AGE OF HEROES』に登場しない。

### ボスキャラクター
アポカリプス (Apocalypse)
本作の中ボス。前作同様パートナーはいない。体力ゲージの表示位置が他のキャラクターと違っている。新たな攻撃方法として突進しつつ目からビームを出すようになった。PS版はアポカリプスも体力が回復するようになっているが、巨体なので相手の攻撃を避け辛くスーパージャンプもできないので回復し辛い。
メカ豪鬼 (Mech-Gouki / Cyber-Akuma)
アポカリプスによって改造された豪鬼で、本作の最終ボス。片腕が機械化しており、改造された腕側の顔と胸元の半分が同じく機械化している。また、足には一本歯の鉄下駄を履いている。登場や勝利ポーズによっては背中から翼を出す他に、後者ではさらに4本の腕を出し合計6本（左右それぞれ3本ずつ）の腕を展開する。
こちらもアポカリプス同様パートナーはいないが、攻撃力・防御力が非常に高く、地上での強パンチがロケットパンチになっているほか、「シャイニング豪ショック」（メカ豪鬼版「瞬獄殺」）がLv.1で出すことができ、動作が超高速であるなど、全ての必殺技の性能が格段にアップしている（強攻撃の昇龍拳系の技は根元から食らうと、それだけで必ず気絶するほどの攻撃力）。PS版は対戦条件が通常キャラクターと同じで、メカ豪鬼も体力が回復するようになり、さらに強くなっている。
上述通り設定ではアポカリプスによって改造された豪鬼だが、ウルヴァリンのエンディングでは通常の豪鬼も別人として同時に存在している。サイクロップスのエンディングではアポカリプスと同様に巨大化している。なお、メカ豪鬼の名称は『サイバーボッツ』に登場する零豪鬼の原案である「メカゴウキ」が初出。本作のプランナーである冨田篤は「偶然のネタかぶり」と語っている。

## 出演声優
担当声優は名前はクレジットされているものの、ナレーターと憲磨呂を除き役名はクレジットされていない。以下にクレジットされた順に記載する。
- 石塚堅
- 岩永哲哉
- 笹本優子
- 高木渉
- 西村知道
- 細井治
- 宮村優子
- 森川智之
- 山田義晴
- Andrew Jackson
- Cathal Dodd
- Frank Perry
- Jaimz Woolvet
- Len Doncheff
- Lorne Kenedy
- Norman Spencer
- Patric Chilvers
- Tony Daniels（ナレーター）
- 木梨憲太郎（憲磨呂）

## スタッフ
- プランナー：冨田篤、NAKANO TAU! Masahiro（中野正弘）、DAVE MATUMOTO（松本裕司）
- オリジナルアートワーク：AKIMAN（あきまん）、SAKOMIZU（迫水新一郎）、UKABIN（鵜飼敏）
- オブジェクトデザイナー：MINOBE HIROAKI DA!!（見延浩明）、SAGATA（相方貴文）、G.KAMINA（上水口真司）、MIWARINGO、菊谷康一、HIROSHI YOSHIOKA、宮本慎弥、近藤正規、SATOU RIE、TAKEP、山本義紀、JON NARANCHA（奈良裕之）、鈴木俊宏、R.NAOI、KANAKO TAKAMI
- スクロールデザイナー：IWAI（岩井千佳）、KONOMI、HISASHI SAWADA、DEAR AKIRAKUN 1997、MAY、INOYAN（井上孝俊）、福本容子、KISABON（木佐貫久司）、藤原崇、祐源宏史、中山智恵、HOLLY GENKI?、SHINNOSUKE（中島伸之介）、MANGA-CHOP（BENGUS）
- ミュージックコンポーズ＆アレンジ：岩井由紀、竹原裕子
- サウンドディレクター：Hiroaki "X68K" Kondo（近藤広明）
- サウンドアシスタント：Hachi（鉢迫渉） & Ise（伊勢聡） & Lee、MOE・T（北村武）
- レコーディングディレクター：Susan Hart
- レコーディングエンジニア：Paul Shubat、Dave Hatt
- プログラマー：MOTSU、ETERNAL SAILOR（廣瀬紀生）、KAW（川瀬学）、SILVER KADONTZ（葛野誠）、YOU!（山村勇一）
- プロデューサー：片岡謙治
- ゼネラルプロデューサー：船水紀孝
- エグゼクティブプロデューサー：岡本吉起
- 憲磨呂デザイン：木梨憲太郎
- NTVディレクター：Satoshi Kojima
- NTVプロデューサー：大澤雅彦
- スペシャルサンクス：Adviser Akitomo（秋友克也）、Dana Moreshead、Lisa Leatherman、白岩卓也、Erik Suzuki、Harumi Yamashita、Yumiko Nishi、西村キヌ、MARVEL CHARACTERS,INC.、Arrival、NTV、小学館プロダクション

## 移植版
1998年10月22日に4メガ拡張RAM専用ソフトとしてセガサターン版が発売され、2色のキャラカラーが追加された。アーケードで6人いた隠しキャラクターは健在であり、条件を満たすとアーケード版では使用不可能だったメカ豪鬼が使えるようになる。
また1999年2月25日には対戦中の交代がないなどのアレンジを加えた『マーヴル・スーパーヒーローズ VS. ストリートファイター EXエディション』（マーヴル・スーパーヒーローズ バーサス ストリートファイター エキストラエディション）としてPlayStation版が発売された。

### PlayStation版『EXエディション』
前作と同様、基本的に交代の無いラウンド制となっているが、本作はラウンドをまたいだ際、勝利側の体力は全回復ではなくヴァイタルソース分までしか回復しない。『EXエディション』独自の「ハイパーキャンセル」や「リカバリーゲージシステム」も前作から引き継いでいる。さらに新たなシステムとして、「ヴァリアブルカウンター」がゲージ消費無しで使用可能になり、「ヴァアリアブルコンビネーション」でもハイパーキャンセルを行えるようになった。
また、前作では対戦専用の隠しシステムであった「クロスオーバー」モードが正式に追加され、両者とも同じ2名のキャラクターで組むタッグ限定ではあるがアーケード版と同じシステムで遊ぶことができる。前作同様、このモードではハイパーキャンセルなどEXエディション独自システムは使用不可。1人用モードでは敵タッグが常にプレイヤー側と同じキャラクターのタッグとなり、操作するキャラクターが戦闘ごとに入れ替わっていく。

## 関連商品
攻略本
- 『マーヴル・スーパーヒーローズ VS. ストリートファイター 公式ガイドブック』アスペクト、1998年12月28日発行。

CD
- 『マーヴル・スーパーヒーローズ VS. ストリートファイター オリジナルサウンドトラック＆アレンジ』ファースト・スマイルエンタテインメント、1997年9月19日発売。